# Alcudia de Veo
Alcudia de Veo (em castelhano) ou l'Alcúdia de Veo (em valenciano) é um município da Espanha na província de Castelló, Comunidade Valenciana. Tem 30,7 km² de área e em 2021 tinha 196 habitantes (densidade: 6,4 hab./km²).

## Demografia
| Variação demográfica do município entre 1991 e 2004 | Variação demográfica do município entre 1991 e 2004 | Variação demográfica do município entre 1991 e 2004 | Variação demográfica do município entre 1991 e 2004 |
| --------------------------------------------------- | --------------------------------------------------- | --------------------------------------------------- | --------------------------------------------------- |
| 1991                                                | 1996                                                | 2001                                                | 2004                                                |
| 191                                                 | 181                                                 | 199                                                 | 204                                                 |